# Nuraghe Orolo

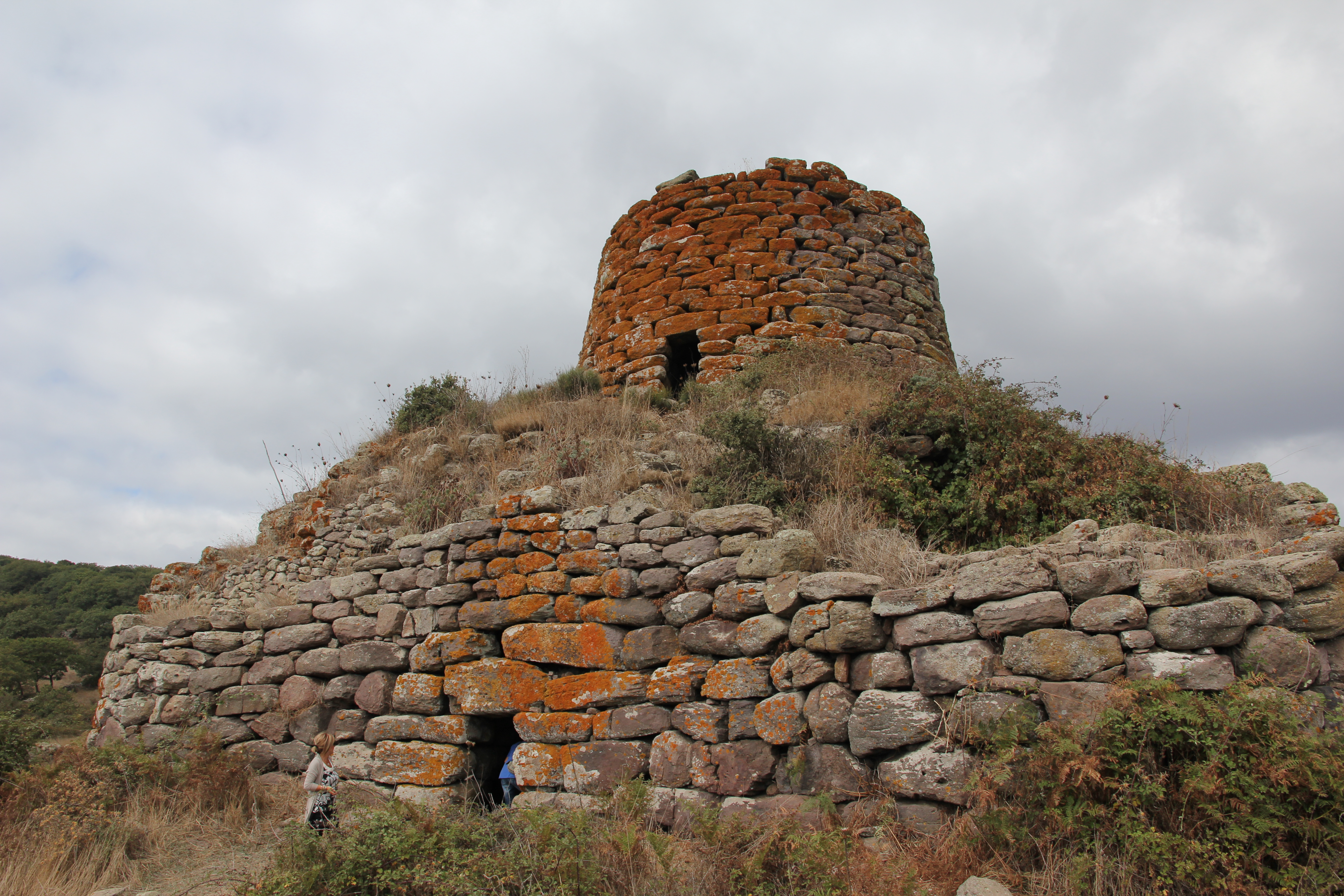
Nuraghe Orolo

Die Nuraghe Orolo mit ihrem noch etwa 14 m hoch erhaltenen Hauptturm und der vorgebauten zweitürmigen Bastion aus großen Blöcken aus Trachyt, eine Kleeblattform ohne Innenhof, steht in 785 m Höhe und beherrschender Lage über der Hochebene von Abbasanta auf der Geländestufe Catena del Marghine bei Bortigali in der Provinz Nuoro auf Sardinien. Nuraghen sind prähistorische und frühgeschichtliche Turmbauten der Bonnanaro-Kultur (2200–1600 v. Chr.) und der ihr folgenden Nuraghenkultur (etwa 1600–400 v. Chr.) auf Sardinien.
Im Hauptzugang zweigen beidseitig die Eingänge zu den nicht vollständig rund ausgebildeten und weitgehend abgetragenen Nebentholoi ab. Im Inneren der Nuraghe erreicht man rechts über eine in die Wand eingebaute Wendeltreppe mit 56 Stufen die 1. und 2. Etage, jedoch nicht mehr die dritte. Die Reste einiger Hüttenfundamente liegen rund um die Nuraghe.
In der Nähe liegt der Fundplatz Carrarzu e Iddia.